# 塩田“GoZo”歩
塩田“GoZo”歩（しおだ“ゴーゾー”あゆむ、1973年10月11日 - ）は、東京都八王子市出身のブラジリアン柔術家。
パラエストラ八王子所属。
2001年にパラエストラ八王子を設立し現在はジム運営と選手育成に専念。

## 来歴
幼少の頃からずっとプロレスに興味があったが、4月に初のK-1、9月にはパンクラスが旗揚げ、11月には初のUFC大会が開催されるなど、格闘技雑誌も含め盛り上がりを見せたこの年に、現在のゴーゾーの原点となるものに出会う。
初のUFC大会で優勝した（当時のUFCは無差別級トーナメント制）ホイス・グレイシーは、プロレスラーのように身体が大きいわけではなく、むしろ小さい身体で、しかも無差別級で優勝したということを雑誌で知り、この頃まだグレイシーが日本で無名だったことも手伝って、非常に大きな衝撃を受けた。
これをきっかけに、寝技、関節技、打撃に特化したジャンルの格闘技にのめり込む。
- 1996年　スーパータイガーセンタージム入門。1997年　パラエストラ東京所属に。2001年　パラエストラ八王子設立。

- 2004年　ムンジアル茶帯ガロ級で準優勝し、中井祐樹より黒帯を授与される。

- 2005年　第12回 全日本アマチュア修斗選手権 バンタム級で優勝し、プロシューターに。

- 2017年　柔術マスター世界大会・ルースター級優勝。2019年　ブラジリアン柔術黒帯三段に。